# Episodi de La cosa più bella
La prima stagione della serie televisiva La cosa più bella è stata interamente pubblicata su Netflix il 22 marzo 2019.
| Episodio nº | Titolo originale           | Titolo italiano                | Regia         | Uscita in Brasile | Uscita in Italia |
| ----------- | -------------------------- | ------------------------------ | ------------- | ----------------- | ---------------- |
| 1           | Bem-Vindo ao Rio           | Benvenuto a Rio                | Caito Ortiz   | 22 marzo 2019     | 22 marzo 2019    |
| 2           | Garotas Não São Bem-Vindas | Le bambine non possono entrare | Caito Ortiz   | 22 marzo 2019     | 22 marzo 2019    |
| 3           | Águas de Agosto            | Piogge d'agosto                | Hugo Prata    | 22 marzo 2019     | 22 marzo 2019    |
| 4           | Os Sonhadores              | I sognatori                    | Julia Rezende | 22 marzo 2019     | 22 marzo 2019    |
| 5           | Consequências              | Conseguenze                    | Caito Ortiz   | 22 marzo 2019     | 22 marzo 2019    |
| 6           | Desapego                   | Andare oltre                   | Julia Rezende | 22 marzo 2019     | 22 marzo 2019    |
| 7           | Fantasmas do Natal Passado | Fantasmi di un Natale passato  | Hugo Prata    | 22 marzo 2019     | 22 marzo 2019    |